# Glasgow (Delaware)
Glasgow és una concentració de població designada pel cens dels Estats Units a l'estat de Delaware. Segons el cens del 2000 tenia 12.840 habitants.

## Demografia
Segons el cens del 2000, Glasgow tenia 12.840 habitants, 4.517 habitatges, i 3.478 famílies. La densitat de població era de 500,8 habitants/km².
Dels 4.517 habitatges en un 44,5% hi vivien nens de menys de 18 anys, en un 62,9% hi vivien parelles casades, en un 10,7% dones solteres, i en un 23% no eren unitats familiars. En el 16% dels habitatges hi vivien persones soles el 2% de les quals corresponia a persones de 65 anys o més que vivien soles. El nombre mitjà de persones vivint en cada habitatge era de 2,84 i el nombre mitjà de persones que vivien en cada família era de 3,22.
Per edats la població es repartia de la següent manera: un 29,3% tenia menys de 18 anys, un 8,5% entre 18 i 24, un 37,9% entre 25 i 44, un 20,2% de 45 a 60 i un 4,2% 65 anys o més.
L'edat mediana era de 31 anys. Per cada 100 dones de 18 o més anys hi havia 93,2 homes.
La renda mediana per habitatge era de 61.707 $ i la renda mediana per família de 67.252 $. Els homes tenien una renda mediana de 42.788 $ mentre que les dones 33.183 $. La renda per capita de la població era de 24.795 $. Aproximadament el 2,5% de les famílies i el 3,9% de la població estaven per davall del llindar de pobresa.

## Poblacions més properes
El següent diagrama mostra les poblacions més properes.